# Georges Catroux

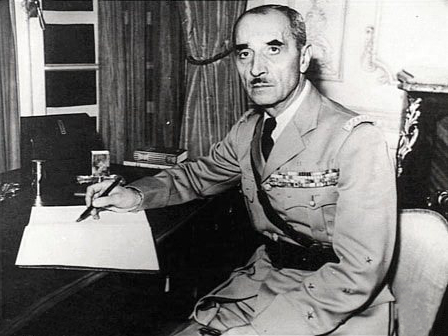
General Georges Catroux (London, als Mitglied von de Gaulles Stab, Oktober 1940)

Georges Albert Julien Catroux (* 29. Januar 1877 in Limoges, Département Haute-Vienne; † 21. Dezember 1969 in Paris) war ein französischer General und Diplomat während der Mitte des 20. Jahrhunderts. Er war eines der höchstrangigen Mitglieder der Bewegung des freien Frankreich unter Charles de Gaulle.

## Leben
George Catroux war der Sohn eines Berufsoffiziers und schloss 1896 die Militärakademie von Saint-Cyr ab. Er nahm als Offizier am Ersten Weltkrieg teil und geriet während seines Einsatzes in deutsche Kriegsgefangenschaft. Dort knüpfte er ein freundschaftliches Verhältnis mit dem ebenso kriegsgefangenen Charles de Gaulle.
Danach bekleidete er verschiedene Posten in der französischen Kolonialverwaltung, unter anderem von 1927 bis 1930 als Kommandeur des 6e régiment de tirailleurs algériens, bis er im Juli 1938 durch den Kolonialminister Georges Mandel zum Generalgouverneur von Französisch-Indochina ernannt wurde. Als er das Amt am 22. August antrat, war er der erste Militärgouverneur der Kolonie, seit dort im Jahr 1879 die Zivilverwaltung eingeführt wurde.
Seine Hauptaufgabe war, Französisch-Indochina gegen Expansionsbestrebungen der Japaner abzusichern, die seit 1937 gegen die Republik China einen brutalen Angriffskrieg führten. Da Frankreich jedoch im Sommer 1940 durch deutsche Truppen besetzt wurde, war die Kolonie praktisch isoliert. Da Catroux kein Anhänger der 1940 installierten Vichy-Regierung war, hatte er Verhandlungen mit britischen Diplomaten aufgenommen, um mit Hilfe englischer Streitkräfte die drohende Besetzung Französisch-Indochinas durch die Japaner zu vereiteln. Als das der Vichy-Administration bekannt wurde, enthob man Catroux seines Postens. Er wurde von Admiral Jean Decoux abgelöst, der die Funktion bis zum März 1945 innehatte.
Nach seiner Entlassung trat Catroux der inzwischen von Charles de Gaulle gegründeten Regierung des freien Frankreich bei. Als Repräsentant dieser Regierung im Nahen Osten erklärte er 1941 die Unabhängigkeit von Syrien und dem Libanon. 1943 bis 1944 war er Generalgouverneur von Algerien. 1944 wurde er Nordafrika-Minister in der provisorischen französischen Regierung.
Von 1945 bis 1948 war er schließlich französischer Botschafter in der Sowjetunion. Nach der Niederlage im Indochinakrieg leitete er die Catroux-Kommission, welche die Ursachen der Niederlage in der Schlacht um Điện Biên Phủ analysieren sollte.
Nach Unruhen in Marokko verhandelte er 1955 über die Rückkehr des marokkanischen Königs Mohammed V. in sein Heimatland.
Als Nordafrika-Minister im Kabinett von Guy Mollet konnte er sein Amt wegen der am 6. Februar 1956 in Algier verkündeten Deklarationen der Nationalisten nicht wahrnehmen.
Catroux war Richter in dem Militärtribunal, das den Prozess gegen die Generäle Raoul Salan, Maurice Challe, Edmond Jouhaud und André Zeller führte, welche Mitglieder der Geheimorganisation OAS waren. Sie hatten am 23. April 1961 in Algier einen Militärputsch gegen Präsident de Gaulle angeführt, um die Sezession Algeriens von Frankreich zu verhindern, waren jedoch bald gescheitert.

## Publikationen
- Dans la bataille de méditerranée. Égypte – Levant, Afrique du Nord 1940–1944. Julliard, Paris 1949, (In der Schlacht um das Mittelmeer.).
- J’ai vu tomber le Rideau de Fer. Moscou 1945–1948. Hachette, Paris 1952, (Ich habe den Eisernen Vorhang fallen gesehen.).
- Lyautey le Marocain. Hachette, Paris 1952, (Lyautey der Marokkaner.).
- Deux missions en Moyen-Orient. (1919–1922). Plon, Paris 1958, (Zwei Missionen im Nahen Osten. (1919–1922).).
- Deux actes du drame indochinois. Hanoï : Juin 1940. Dien Bien Phu : Mars–Mai 1954. Plon, Paris 1959, (Zwei Akte des indochinesischen Dramas. Hanoi : Juli 1940. Dien Bien Phu : März–Mai 1954.).